# 순서형 데이터
순서형 데이터(Ordinal data)는 변수가 자연스럽고 순서가 지정된 범주를 가지며 범주 간의 거리를 알 수 없는 범주형, 통계적 데이터 유형이다.:2  이러한 데이터는 1946년 스탠리 스미스 스티븐스가 설명한 4가지 측정 수준 중 하나인 순서형 척도로 존재한다. 순서 척도는 순위를 갖는다는 점에서 명목 척도와 구별된다. 또한 기본 속성의 동일한 증분을 나타내는 범주 너비가 없다는 점에서 간격 척도 및 비율 척도와 다르다.

## 같이 보기
- 순서수
- 순서 위상

## 관련 문헌
- Agresti, Alan (2010). 《Analysis of Ordinal Categorical Data》 2판. Hoboken, New Jersey: Wiley. ISBN 978-0470082898.